# Scarnica
Scarnica is een geslacht van vlinders van de familie tandvlinders (Notodontidae), uit de onderfamilie Notodontinae.

## Soorten
- S. albonotata Kiriakoff, 1962
- S. bicolor Kiriakoff, 1963
- S. olivina Kiriakoff, 1962